# Punitovci
 Punitovci  è un comune della Croazia di 1 850 abitanti della Regione di Osijek e della Baranja.